# Остерман, Аня
Аня Остерман (словен. Anja Osterman; род. 27 января 1993) — словенская гребчиха на байдарках, чемпионка Европы 2021 года, многократный призёр чемпионатов мира и Европы. Участница летних Олимпийских игр 2020 года.

## Карьера
В 2017 году на взрослом чемпионате Европы, который прошёл в Пловдиве, Аня стала серебряным призёром в байдарках-двойках на дистанции 500 метров. В этом же году на дистанции 200 метров в двойках на чемпионате мира в Рачице стала бронзовым призёром. В 2019 году на чемпионате мира в Сегеде завоевала две награды.
В 2021 году приняла участие в летних Олимпийских играх в Токио. На дистанции 500 метров в одиночках стала 17-й, в двойках в полуфинальном заплыве словенки не смогли финишировать. В этом же году на чемпионате мира в Познани в байдарках-двойках стала чемпионкой мира.
На чемпионате Европы 2022 года в Мюнхене завоевала две медали в байдарках-одиночках на дистанции 200 и 500 метров.
В 2024 году на чемпионате Европы в Сегеде стала серебряным призёром в заездах на байдарках-двойках на дистанции 200 метров.
В 2025 году на чемпионате Европы в Рачице в одиночках на дистанции 200 метров завоевала серебряную медаль.